# Liga Desportiva de Maputo
Liga Desportiva de Maputo – mozambicki klub piłkarski z siedzibą w Maputo. 

## Historia
Liga Desportivo Muçulmana de Maputo został założony w 8 listopada 1990. W 2006 po raz pierwszy awansował do rozgrywek krajowych - Moçambola. W 2010 klub zdobył po raz pierwszy zdobył mistrzostwo Mozambiku. Sukces ten powtórzył rok później. W 2012 Liga Muçulmana zdobyła Taça de Moçambique. W 2014 roku zmienił nazwę na Liga Desportiva de Maputo.

## Sukcesy
- Mistrzostwo Mozambiku (6): 2010, 2011.
- Taça de Moçambique (1): 2012.

## Reprezentanci kraju grający w klubie
- Ayila Fanuel Massingue
- Dario Khan
- Dário Monteiro
- Otshudi Lamá
- Samuel Chapanga
- Eduardo Jumisse
- Bino
- Almiro Lobo
- Elias Gaspar Pelembe
- Zé Luís
- Momed Hagy
- Chiukepo Msowoya